# Brazilska reprezentacija u nogometu na pijesku
Brazilska reprezentacija u nogometu na pijesku predstavlja Brazil u nogometu na pijesku. Ova reprezentacija je pod kontrolom CBF, tj. Brazilskog nogometnog saveza. Brazilska reprezentacija je osvajač 11 od 13 SP, samim time su najuspješnija reprezentacija na svijetu

## Uspjesi
- FIFA Svjetsko prvenstvo u nogometu na pijesku: 11
  - 1995., 1996., 1997., 1998., 1999., 2000., 2002., 2003., 2004., 2006., 2007.

- CONMEBOL-CONCACAF prvenstvo u nogometu na pijesku: 1
  - 2005.

- CONMEBOL prvenstvo u nogometu na pijesku: 1
  - 2006.

## Vanjske poveznice
- FIFA.com profil  Arhivirana inačica izvorne stranice od 3. lipnja 2008. (Wayback Machine)